# 앤더슨 하이 스쿨 위그웜
앤더슨 하이 스쿨 위그웜(영어: Anderson High School Wigwam)는 미국 인디애나주 앤더슨에 위치한 실내 경기장이다. 과거 NBL 앤더슨 더피 패커스와 NBA 앤더슨 패커스의 홈경기장으로 사용했다.